# Polkau
Polkau gehört zur Ortschaft Erxleben und ist ein Ortsteil der kreisangehörigen Hansestadt Osterburg (Altmark) im Landkreis Stendal in Sachsen-Anhalt.

## Geographie
Polkau, ein Straßendorf mit Kirche, liegt fünf Kilometer südlich von Osterburg (Altmark) und fünfzehn Kilometer nördlich der Kreisstadt Stendal in der Altmark.
Nachbarorte sind Ballerstedt im Westen, Erxleben im Norden, Petersmark im Osten, Ziegenhagen und Häsewig im Südosten, Rochau im Süden.

## Geschichte

### Mittelalter bis Neuzeit
Die Lage der Kirche seitwärts von der jetzigen Dorfstraße lässt eine ursprünglich runde Dorfanlage (Rundling) vermuten.
Im Jahre 1200 wurde ein Heinricus de Polchowe als Zeuge in einer Urkunde in Goslar genannt, in einer anderen Urkundenabschrift heißt er Henricus de Polchave. Auch im Jahre 1205 wurde ein Heinricus de Polchowe aufgeführt.
Die erste schriftliche Erwähnung des Dorfes Polkau stammt aus dem Jahre 1282 als in villa Polekowe, als die Markgrafen Otto V. und Konrad eine neue Präbende für einen ihnen dienenden Domherrn des Domstifts in Stendal stifteten. Im Landbuch der Mark Brandenburg von 1375 wird das Dorf als Polkow aufgeführt. 1687 war der Name Polckow. Im Jahre 1804 hieß das Dorf Polkau und Polkow.
Bereits 1589 gab es eine Mühle im Ort. Im Erbregister der Landreiterei des Amts Tangermünde und Polkow wurden die Pflichten der Bewohner ausführlich aufgeführt: Die Einwohner geben Hühner und Eier ins Amt Tangermünde.… Der Müller hat keinen Acker, hat die Mühle, dient mit dem Hals, gibt ein Pfund Pfeffer den von der Schulenburg. Die Windmühle stand bis 1932 am südlichen Ortsausgang.
Aus der örtlichen Überlieferung wird berichtet, dass bei Bauarbeiten um die Jahrhundertwende zum 20. Jahrhundert Kellergewölbe eines möglicherweise zu einem früheren Rittersitz gehörenden Gebäudes gefunden wären seien. Im Historischen Ortslexikon für die Altmark sind keine Urkunden über ein Gut oder einen Rittersitz oder über deren Auflösung aufgeführt.
Im Frühjahr 1953 wurde die erste Landwirtschaftliche Produktionsgenossenschaft die LPG Typ III „Einigkeit“ in Polkau gebildet. Im Jahre 1960 werden die LPG Typ III „Clara Zetkin“ und die LPG Typ I „Aufgehende Sonne“ in Polkau aufgeführt. 1968 wurde die LPG Typ I „Aufgehende Sonne“ an die LPG Typ III „Clara Zetkin“ angeschlossen. Daraus entstand später durch Zusammenschlüsse mit anderen Genossenschaften die LPG Tierproduktion „Freie Erde“, deren Verwaltung in Polkau war. Im Polkau entstand eine Schweinemastanlage für 700 Tiere.

### Herkunft des Ortsnamens
Ausgehend von der ältesten Erwähnung Polekowe vermutete Ernst Haetge 1938, dass der Name wendischer Herkunft sei, von poles für Haus, polü für Feld, polan oder pole für Feldmann. Oder es könnte ein Eigenname sein. Eine slawische Namensherkunft gilt heute als gesichert.

### Vorgeschichte
Im Jahre 1935 wurden von Bernhard Brauer in der Nähe von Polkau in Brandgräbern Urnenscherben ausgegraben. Die Siedlung wurde auf die Bronzezeit um 750 v. Chr. datiert.

### Eingemeindungen
Das Dorf Erxleben gehörte bis 1807 zum Stendalschen Kreis, danach bis 1813 zum Landkanton Osterburg im Königreich Westphalen, ab 1816 kamen beide Gemeinden in den Kreis Osterburg, den späteren Landkreis Osterburg in der preußischen Provinz Sachsen.
Am 20. Juli 1950 wurde die bis dahin eigenständige Gemeinde Polkau nach Erxleben eingemeindet. Am 1. Januar 1964 wurde Polkau der Gemeinde Ballerstedt zugeordnet, aber bereits am 22. November 1967 wurde der Ortsteil nach Erxleben zurückgegliedert.
Beim Zusammenschluss der Gemeinde Exleben mit anderen Gemeinden am 1. Juli 2009 zur Einheitsgemeinde Hansestadt Osterburg (Altmark) kamen Polkau und Erxleben als Ortsteile zur Stadt und zur neu gebildeten Ortschaft Exleben.

### Einwohnerentwicklung
| Jahr | Einwohner |
| ---- | --------- |
| 1734 | 174       |
| 1772 | 156       |
| 1790 | 139       |
| 1798 | 158       |
| 1801 | 157       |
| 1818 | 152       |

| Jahr | Einwohner |
| ---- | --------- |
| 1840 | [0]180    |
| 1864 | [0]196    |
| 1871 | [0]203    |
| 1885 | [0]237    |
| 1892 | [00]238   |
| 1895 | [0]219    |

| Jahr | Einwohner |
| ---- | --------- |
| 1900 | [00]221   |
| 1905 | [0]214    |
| 1910 | [00]202   |
| 1925 | [0]246    |
| 1931 | 246       |
| 1939 | [0]211    |

| Jahr | Einwohner |
| ---- | --------- |
| 1946 | [0]358    |
| 1947 | 346       |
| 2007 | 114       |
| 2011 | [00]106   |
| 2012 | [00]114   |
| 2018 | [00]095   |

| Jahr | Einwohner |
| ---- | --------- |
| 2019 | [00]95    |
| 2020 | [00]96    |
| 2021 | [0]96     |
| 2022 | [0]90     |
| 2023 | [0]87     |

Quelle, wenn nicht angegeben, bis 2007: Dorfchronik

## Religion
Die evangelische Kirchengemeinde Polkau mit der Kirche St. Peter und Paul, die früher zur Pfarrei Erxleben bei Osterburg gehörte, wird heute betreut vom Pfarrbereich Königsmark im Kirchenkreis Stendal im Bischofssprengel Magdeburg der Evangelischen Kirche in Mitteldeutschland.
Nach Ernst Machholz stammen die ältesten überlieferten Kirchenbücher für Polkau aus dem Jahre 1643. Ernst Haetge teilt jedoch mit, dass die ältesten Kirchenbücher von 1646 stammen, wobei Register für 1751 bis 1877 vorliegen.

## Kultur und Sehenswürdigkeiten
- Die evangelische Dorfkirche Polau, eine dreiteilige Feldsteinkirche, ist vermutlich in der zweiten Hälfte des 12. Jahrhunderts entstanden. Im Bereich der rundbögigen Öffnungen und Außenecken ist die Backsteintechnik angewandt worden.[5] Im Turm gibt es heute noch eine Bronzeglocke aus dem 15. Jahrhundert und eine große Stahlglocke, die 1923 in Apolda gegossen wurde[25] und seit 2006 elektrisch geläutet wird. Zwei weitere Glocken wurden im Ersten Weltkrieg abgebaut.
- Der Ortskern von Polkau, viele Häuser im nördliche Teil des Dorfes, stehen unter Denkmalschutz.[4]
- Der Ortsfriedhof ist auf dem Kirchhof.

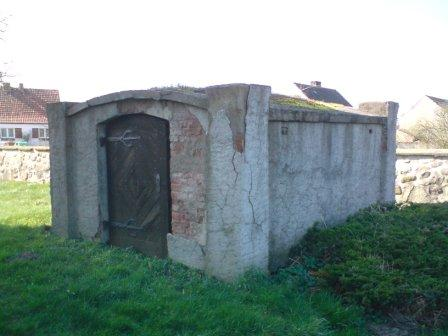
Zigeunergruft

- Eine Besonderheit auf dem Polkauer Friedhof ist die Zigeunergruft. Ein Zigeunerbaron namens Strauß kam nach dem Ende des Ersten Weltkrieges mit seiner Sippe nach Polkau, kaufte sich am Rand des Dorfes ein Haus und eine Viehkoppel. Mit einem Säckchen Goldstücke verschaffte er sich die Genehmigung von Pfarrer und Bürgermeister, eine Gruft auf dem Friedhof bauen zu dürfen. 1920 starb der Baron, 1925 seine Frau – beide wurden einbalsamiert in Zinksärgen beigesetzt. Ein dritter Zinksarg mit der Leiche eines Kindes kam 1927 dazu. Im Winter 1935 wurden zum letzten Mal zwei in Pelzmänteln gehüllte Frauen in der Gruft gesehen.
- Der Verein Die Schmiede e. V. ist ein „nichtkommerzieller, von Jugendlichen und Erwachsenen selbst organisierter, offener Jugendaustausch- und Kulturverein,“ der 1994 aus der 1993 gegründeten Jugendinitiative Polkau entstand.[26]

### Regelmäßige Veranstaltungen
Seit 1994 findet jährlich in den Sommermonaten das Holunderblütenfest statt.

### Sport
Die Freiwillige Feuerwehr Polkau ist seit 2007 Meister in der Disziplin Löschangriff Nass des Wirkungsbereiches Osterburg.

## Wirtschaft und Infrastruktur

### Unternehmen
Die Schweinezucht Polkau GmbH betreibt eine Sauenanlage in Polkau, wie aus einem Überwachungsbericht des Landesverwaltungsamts Sachsen-Anhalt hervorgeht.

### Verkehr
Polkau liegt an der Kreisstraße 1069 von Bismark (Altmark) nach Osterburg (Altmark) und einen Kilometer westlich der Bundesstraße 189 (Stendal−Wittenberge). Der nächste Bahnhof befindet sich im fünf Kilometer entfernten Osterburg.

### Freiwillige Feuerwehr
22 Männer gründeten am 19. März 1901 die Freiwillige Feuerwehr Polkau. Sie wird heute unterstützt vom Förderverein der Freiwilligen Feuerwehr Polkau e. V.

## Sonstiges
Im Auftrag der Octopus Media Berlin war Polkau im Jahr 2000 Schauplatz für Filmaufnahmen für den Film Die Tanke der später Endstation Tanke hies. Speziell dafür wurde an der Straße zwischen Polkau und Ballerstedt eine Tankstelle errichtet, die allerdings nach dem Drehbuch von Natalie Steinwart und Peter D’Ambrosio in den letzten Tagen der Dreharbeiten gesprengt wurde.

## Persönlichkeit
- Dieter Berger (1939–1963), Maurer und eines der Todesopfer an der Berliner Mauer